# Simon Crafar
Simon Crafar (Waiouru, 15 de enero de 1969) es un piloto de motociclismo neozelandés.

## Biografía
Ha corrido en diferentes escuderías: con Kawasaki y Honda en el Campeonato Mundial de Superbikes y con Yamaha y Suzuki en el Mundial de motociclismo en la categoría de 500cc, y una breve experiencia con la MuZ Weber en 1999.
Su primera aparición en el Mundial fue en 1993 en la categoría de 500cc con una Harris Yamaha y concluyó en 250 a bordo de una Suzuki. Después de esta temporada volvió a Superbikes.
En 1998 tuvo una de sus mejores actuaciones en el Mundial con la Yamaha YZR 500 del equipo Red Bull Yamaha WCM donde obtuvo su primera victoria en el Donington Park, batiendo a Michael Doohan en casi 12 segundos. Esta fue la última victoria de un piloto con neumáticos Dunlop en 500cc hasta la actualidad. En esa misma temporada, obtuvo un tercer puesto en el Gran Premio de Países Bajos y un segundo puesto en Australia, concluyendo la temporada en el séptimo puesto de la clasificación general.
Siguió en la categoría reina la temporada siguiente, sin obtener resultados de especial relieve. En el campeonato Mundial de superbikes de 2000 firmó su última aparición aunque en el 2002 participó en el Campeonato británico de Superbikes con un octavo puesto en la clasificación general.

## Resultados

### Campeonato del Mundo de Motociclismo
Sistema de puntuación de 1993 hasta 2022:
| Posición | 1.º | 2.º | 3.º | 4.º | 5.º | 6.º | 7.º | 8.º | 9.º | 10.º | 11.º | 12.º | 13.º | 14.º | 15.º |
| Puntos   | 25  | 20  | 16  | 13  | 11  | 10  | 9   | 8   | 7   | 6    | 5    | 4    | 3    | 2    | 1    |

#### Carreras por año
(Carreras en negrita indica pole position, carreras en cursiva indica vuelta rápida)
| Año  | Cat.  | Moto          | 1      | 2       | 3      | 4       | 5      | 6       | 7     | 8       | 9       | 10      | 11     | 12     | 13      | 14      | 15    | 16    | Pts. | Pos. |
| ---- | ----- | ------------- | ------ | ------- | ------ | ------- | ------ | ------- | ----- | ------- | ------- | ------- | ------ | ------ | ------- | ------- | ----- | ----- | ---- | ---- |
| 1993 | 250cc | Suzuki        | AUS -  | MAL -   | JAP -  | ESP -   | AUT -  | ALE -   | NED - | EUR 10  | RSM 13  | GBR Ret | CZE 13 | ITA 11 | USA Ret | FIM Ret |       |       | 17   | 21.º |
| 1993 | 500cc | Harris Yamaha | AUS -  | MAL -   | JAP -  | ESP Ret | AUT 18 | ALE Ret | NED 9 | EUR Ret | RSM -   | GBR -   | CZE -  | ITA -  | USA -   |         |       |       | 7    | 25.º |
| 1998 | 500cc | Yamaha        | JAP 9  | MAL Ret | ESP 13 | ITA 7   | FRA 9  | MAD 8   | NED 3 | GBR 1   | ALE Ret | CZE 11  | IMO 11 | CAT 5  | AUS 2   | ARG 13  |       |       | 119  | 7.º  |
| 1999 | 500cc | Yamaha y MuZ  | MAL 14 | JAP Ret | ESP 14 | FRA 11  | ITA 12 | CAT DNQ | NED - | GBR 10  | GER -   | CZE -   | IMO -  | VAL -  | AUS -   | RSA -   | RIO - | ARG - | 19   | 18.º |

### Campeonato Mundial de Superbikes

#### Carreras por año
| Año  | Moto             | 1      | 1      | 2       | 2       | 3     | 3      | 4       | 4       | 5      | 5      | 6      | 6       | 7       | 7       | 8      | 8       | 9       | 9      | 10     | 10      | 11      | 11      | 12      | 12     | 13    | 13      | Pts. | Pos. |
| Año  | Moto             | R1     | R2     | R1      | R2      | R1    | R2     | R1      | R2      | R1     | R2     | R1     | R2      | R1      | R2      | R1     | R2      | R1      | R2     | R1     | R2      | R1      | R2      | R1      | R2     | R1    | R2      | Pts. | Pos. |
| ---- | ---------------- | ------ | ------ | ------- | ------- | ----- | ------ | ------- | ------- | ------ | ------ | ------ | ------- | ------- | ------- | ------ | ------- | ------- | ------ | ------ | ------- | ------- | ------- | ------- | ------ | ----- | ------- | ---- | ---- |
| 1989 | Honda y Yamaha   | GBR -  | GBR -  | HUN -   | HUN -   | CAN - | CAN -  | USA -   | USA -   | AUT -  | AUT -  | FRA -  | FRA -   | JAP 25  | JAP Ret | ALE -  | ALE -   | ITA -   | ITA -  | AUS -  | AUS -   | NZE 10  | NZE 10  |         |        |       |         | 12   | 45.º |
| 1990 | Yamaha           | ESP -  | ESP -  | GBR -   | GBR -   | HUN - | HUN -  | ALE -   | ALE -   | CAN -  | CAN -  | USA -  | USA -   | AUT -   | AUT -   | JAP -  | JAP -   | FRA -   | FRA -  | ITA -  | ITA -   | MAL 13  | MAL 13  | AUS -   | AUS -  | NZE - | NZE -   | 6    | 57.º |
| 1991 | Yamaha           | GBR -  | GBR -  | ESP -   | ESP -   | CAN - | CAN -  | USA -   | USA -   | AUT -  | AUT -  | RSM -  | RSM -   | SUE -   | SUE -   | JAP -  | JAP -   | MAL 16  | MAL 8  | ALE -  | ALE -   | FRA -   | FRA -   | ITA -   | ITA -  | AUS - | AUS -   | 8    | 60.º |
| 1992 | Honda            | ESP -  | ESP -  | GBR 18  | GBR 20  | ALE - | ALE -  | BEL 15  | BEL 16  | MAD -  | MAD -  | AUT 10 | AUT 11  | MUG -   | MUG -   | MAL -  | MAL -   | JAP -   | JAP -  | NED 18 | NED Ret | ITA Ret | ITA DNQ | AUS -   | AUS -  | NZE   | NZE     | 12   | 39.º |
| 1993 | Ducati           | GBR -  | GBR -  | ALE Ret | ALE 10  | ESP 8 | ESP 8  | RSM -   | RSM -   | AUT -  | AUT -  | CZE -  | CZE -   | SUE -   | SUE -   | MAL -  | MAL -   | JAP -   | JAP -  | NED -  | NED -   | ITA -   | ITA -   | GBR -   | GBR -  | POR 6 | POR Ret | 32   | 21.º |
| 1994 | Honda            | GBR 6  | GBR 5  | ALE 7   | ALE Ret | RSM 7 | RSM 11 | ESP 8   | ESP 14  | AUT 6  | AUT 6  | IDN 5  | IDN 10  | JAP Ret | JAP 14  | NED 7  | NED 7   | ITA 9   | ITA 9  | GBR 5  | GBR 15  | AUS 10  | AUS 6   |         |        |       |         | 153  | 5.º  |
| 1995 | Honda            | ALE 9  | ALE 6  | RSM 9   | RSM 10  | GBR 8 | GBR 6  | ITA 4   | ITA 7   | ESP 11 | ESP 10 | AUT 14 | AUT 9   | USA 6   | USA 6   | BHA 10 | BHA 10  | JAP 10  | JAP 15 | NED 2  | NED Ret | IDN 22  | IDN 5   | AUS 3   | AUS 5  |       |         | 187  | 6.º  |
| 1996 | Honda            | RSM 4  | RSM 4  | GBR 2   | GBR Ret | ALE 4 | ALE 4  | ITA 9   | ITA Ret | CZE 10 | CZE 9  | USA 7  | USA 5   | BHA 9   | BHA Ret | IDN 12 | IDN 11  | JAP Ret | JAP 11 | NED 8  | NED 8   | ESP 4   | ESP 4   | AUS Ret | AUS 11 |       |         | 180  | 7.º  |
| 1997 | Kawasaki         | AUS 3  | AUS 3  | RSM 5   | RSM 7   | GBR 3 | GBR 4  | ALE Ret | ALE 6   | ITA 4  | ITA 7  | USA 4  | USA Ret | BHA Ret | BHA 7   | AUT 6  | AUT Ret | NED 9   | NED 6  | ESP 3  | ESP 2   | JAP 3   | JAP 2   | IDN Ret | IDNRet |       |         | 234  | 5.º  |
| 2000 | Honda y Kawasaki | RSA 14 | RSA 13 | AUS Ret | AUS 8   | JAP - | JAP -  | GBR -   | GBR -   | ITA -  | ITA -  | ALE 11 | ALE 14  | RSM -   | RSM -   | ESP -  | ESP -   | USA -   | USA -  | GBR -  | GBR -   | NED -   | NED -   | OSC -   | OSC -  | EUR - | EUR -   | 20   | 30.º |